# 닥터 마틴 (드라마)
《닥터 마틴》(영어: Doc Martin)은 2004년부터 2022년까지 ITV에서 방영한 영국의 의학 코미디 드라마 텔레비전 시리즈이다.

## 개요
잘나가던 런던의 혈관외과의 마틴은 갑자기 피 공포증에 시달리게 되면서 수술이 불가능해지자 한적한 콘월주 병원에 일반의로 재취직한다.

## 출연진
종영시 메인
- 마틴 클룬스
- 캐럴라인 캐츠
- 이언 맥니스
- 조 애브설럼
- 설리나 커델
- 존 마케즈
- 아일린 앳킨스
- 제시카 랜섬

기존 메인
- 스테퍼니 콜
- 스튜어트 라이트
- 루시 펀치
- 캐서린 파킨슨